# Semana Santa en Santa Cruz de Tenerife
La Semana Santa de Santa Cruz de Tenerife es la celebración de la pasión y muerte de Cristo a través de las procesiones y demás actos que se realizan en la ciudad y el municipio de Santa Cruz de Tenerife en la isla de Tenerife (Islas Canarias, España).

## Historia
Los orígenes de la Semana Santa en Santa Cruz de Tenerife se remontan a los primeros asentamientos tras la conquista en el siglo XV. En el siglo XVII tras el surgimiento de la Contrarreforma se consolidaría la semana de Pasión en la ciudad, llegándose a establecer recorridos procesionales consolidados y a la aparición de diversos pasos e imágenes devocionales que iban a calar en el sentir popular.
Tres acontecimientos motivaron el impulso a la Semana Santa de la ciudad: la reconstrucción del templo parroquial de Nuestra Señora de la Concepción tras un incendio en 1652; y la construcción tanto del convento dominico de Nuestra Señora de la Consolación, entre los años 1610 y 1660, como el franciscano de San Pedro Alcántara, creado entre 1677 y 1680. Estos tres templos dotaron a la ciudad de una infraestructura religiosa que era pauta perentoria para que arraigase el culto a la Semana Santa en Santa Cruz.
A partir de esta época empiezan a procesionar pasos tan importantes como el Cristo Predicador y la Magdalena desde convento de la Consolación –actualmente desde la Parroquia matriz de la Concepción–. Otras procesiones importantes fueron las del Miércoles y Jueves Santo, entre las que destacaba el paso de la imagen de María
Santísima. Según relata el historiador Alejandro Cioranescu, el Viernes Santo «se llevaba comida de limosna a los pobres presos en el castillo y en la cárcel real y después repartía las sobras en la puerta del convento». Finalizaba la Semana Santa con la quema de Judas en la plaza del Castillo de San Cristóbal, costumbres todas ellas que se fueron perdiendo con el paso del tiempo.
A lo largo del citado siglo XVII se fue desarrollando y ampliando con la creación de hermandades y cofradías. La presencia constante en la ciudad del obispo de Canarias Monseñor Bartolomé García Ximénez Rabadán, contribuyó notablemente a reforzar la trascendencia de la Semana Santa local. Otros personajes históricos importantes en la historia de Santa Cruz que impulsaron el enriquecimiento y esplendor de las tradiciones religiosas de la ciudad fueron los hermanos Ignacio y Rodrigo Logman van Biden.
En los siglos posteriores, la Semana Santa en Santa Cruz de Tenerife siguió incrementando su importancia. Si bien, ya en época más reciente, en el siglo XX, hubo un pequeño periodo de tiempo de decadencia, la Semana Santa de Santa Cruz resurgió a partir de la visita de la Virgen de Candelaria, patrona de Canarias a la ciudad en 1994, con motivo del 500 aniversario de la fundación de la ciudad de Santa Cruz de Tenerife.

## Salidas procesionales
A continuación, las salidas y los pasos procesionales del centro de la ciudad y de los barrios:
Día anterior al primer viernes de marzo (inicio de la Cuaresma)

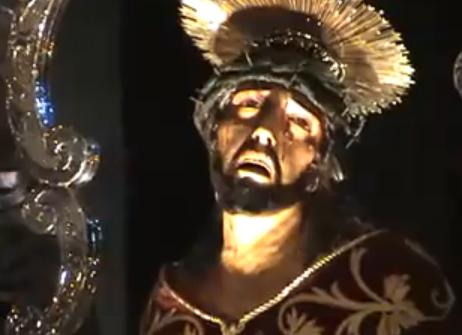
El Señor de las Tribulaciones, la imagen devocional más importante de la ciudad y jurado como Señor de Santa Cruz. La talla se venera en la Parroquia de San Francisco de Asís

- Desde la Parroquia de San José, procesión del Cristo de Medinaceli de la Cofradía del Cristo de Medinaceli de Santa Cruz de Tenerife.

Viernes de Dolores
- Desde la Parroquia Matriz de la Concepción, procesión de Nuestra Señora de los Dolores también conocida como Nuestra Señora de la Soledad.[4]
- Desde la Parroquia de San Andrés Apóstol, procesión de Nuestra Señora la Virgen Santísima de los Dolores.

Domingo de Ramos
- Desde la Parroquia Matriz de la Concepción, procesión de Ramos con el Cristo Predicador.
- Desde la Parroquia de San Francisco de Asís, procesión con el paso la entrada de Jesús en Jerusalén.

Lunes Santo
- Desde la Parroquia Matriz de la Concepción, procesión del Señor de la Humildad y Paciencia.
- Desde la Capilla de la Venerable Orden Tercera, procesión del Señor de la Oración en el Huerto.
- Desde la Parroquia de San José, procesión del Señor atado a la Columna.

(Los tres pasos se incorporan durante el recorrido para procesionar juntas)
Martes Santo
- Desde la Parroquia de San Francisco de Asís, procesión del Señor de las Tribulaciones.
- Desde la Parroquia de San Andrés Apóstol, procesión del Señor Atado a la Columna.

Miércoles Santo
- Desde la Ermita de la Candelaria (Barrio de La Salud), procesión del Nazareno.
- Procesión del Encuentro: Desde la Parroquia de la Concepción, salida de Jesús Nazareno, desde la Parroquia de San Francisco de Asís, salida de la Santísima Virgen de la Armargura y San Juan Evangelista.

Jueves Santo
- Desde la Parroquia de San Francisco de Asís, procesión del Santísimo Cristo de la Buena Muerte y la Santísima Virgen de la Amargura.
- Desde la Parroquia de San Andrés Apóstol, procesión del Cristo de la Buena Muerte, Santa María Magdalena y San Juan Evangelista.
- Desde la Parroquia de San Alfonso María de Ligorio, procesión del Santísimo Cristo de la Buena Muerte y María Santísima de la Esperanza.
- Desde la Parroquia Matriz de la Concepción, procesión de Nuestro Padre Jesús Cautivo y María Santísima de la Esperanza Macarena.

Viernes Santo
- Desde la Parroquia de San Andrés Apóstol, procesión del Encuentro del Santísimo Cristo de la Buena Muerte con la Santísima Virgen de los Dolores.

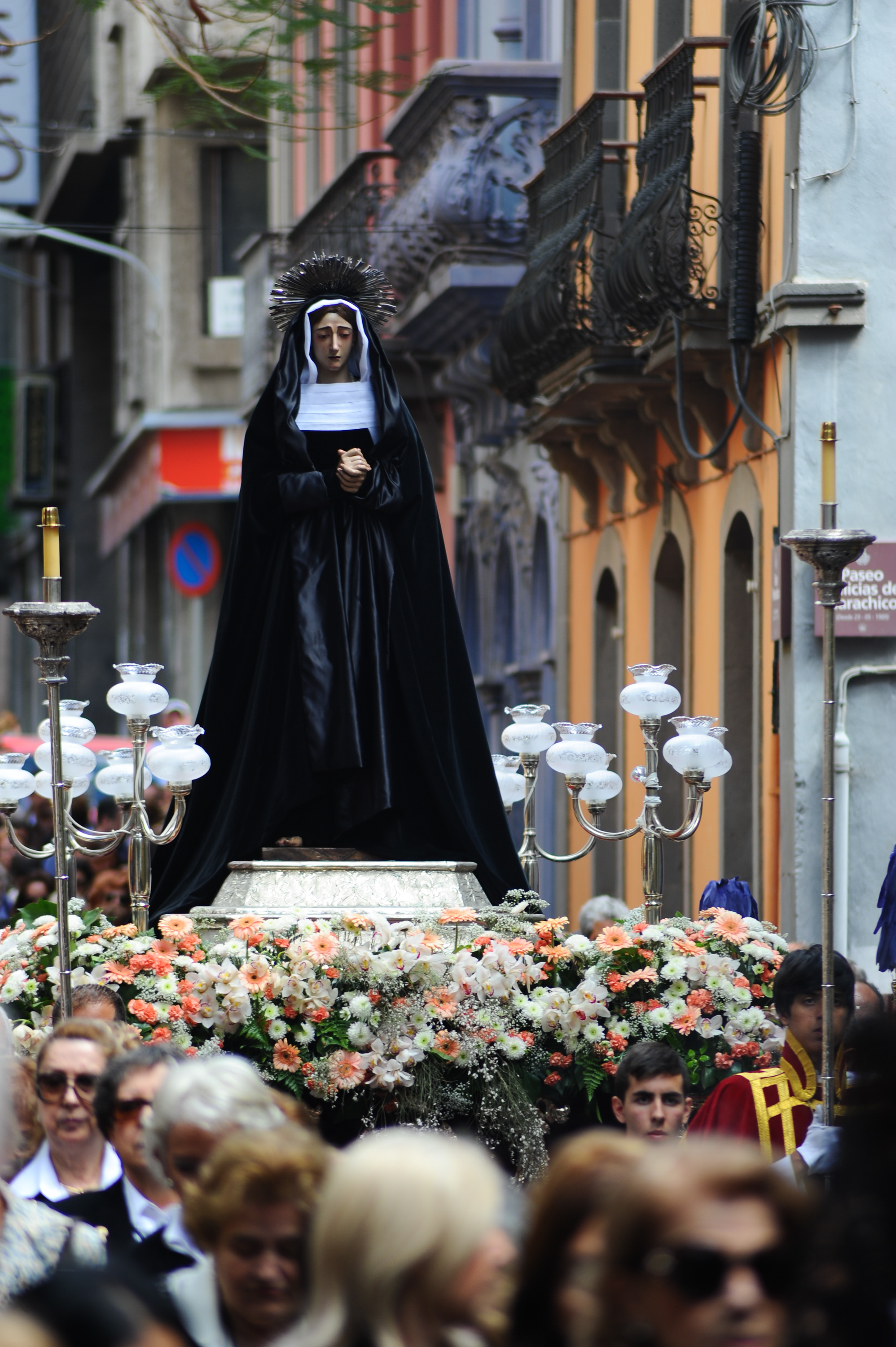
Imagen de Nuestra Señora de las Angustias llamada popularmente "La Republicana", se venera en la Parroquia de Nuestra Señora del Pilar

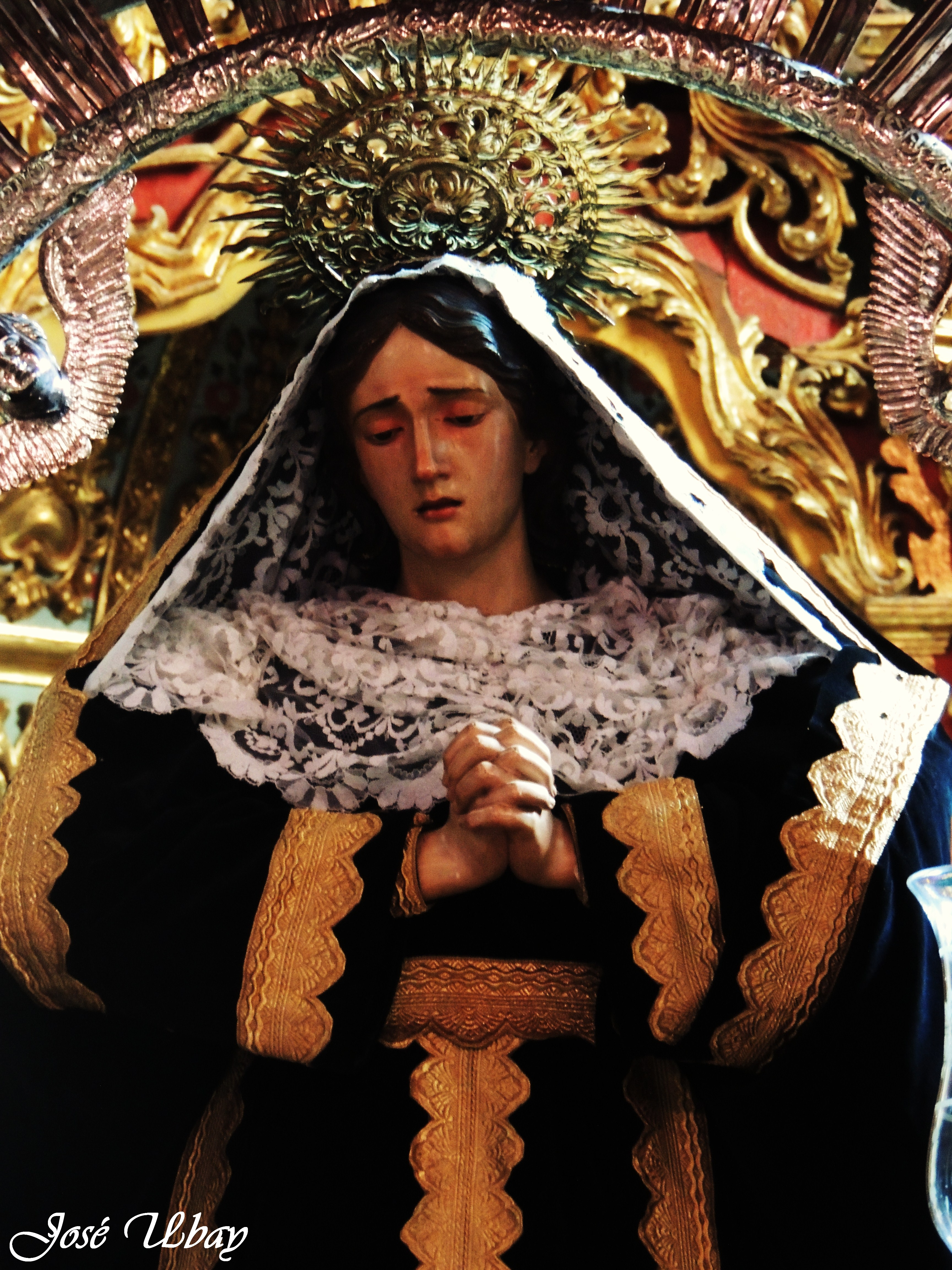
Imagen de Nuestra Señora de los Dolores también conocida como Nuestra Señora de la Soledad, venerada en la parroquia matriz de Nuestra Señora de la Concepción y que procesiona cada Viernes de Dolores y el Viernes Santo

- Desde la Parroquia de Nuestra Señora del Carmen (Valleseco), Vía Crucis.
- Desde la Parroquia Matriz de la Concepción, procesión del Santísimo Cristo del Buen Viaje.
- Desde la Parroquia de Nuestra Señora de la Salud, procesión del Vía Crucis con El Nazareno.
- Desde la Parroquia de María Auxiliadora, procesión del Vía Crucis con el Cristo de la Paz.
- Desde la Parroquia de Nuestra Señora del Pilar, procesión de Nuestra Señora de las Angustias.

- Desde la Parroquia de Nuestra Señora de las Nieves (Taganana), procesión del Santo Entierro.
- Desde la Parroquia de San Andrés Apóstol, procesión magna del Santo Entierro.
- Desde la Parroquia Matriz de la Concepción, procesión magna del Santo Entierro.
- Desde la Parroquia de San Alfonso María de Ligorio, procesión del Santo Entierro.
- Desde la Parroquia de San Andrés Apóstol, procesión de la Soledad de María Santísima.
- Desde la Parroquia de San José, procesión penitencial del Silencio con el Cristo del Perdón y la Virgen de los Dolores.
- Desde la Parroquia de San Francisco de Asís, procesión del Retiro con la Santísima Virgen de la Soledad.

Domingo de Resurrección
- Desde la Parroquia de San Francisco de Asís, procesión del Resucitado con el Santísimo Sacramento.

## Pasos que integran la Procesión Magna
Los pasos que integran la Procesión Magna Interparroquial del centro de Santa Cruz de Tenerife son;
- Paso del Cristo Predicador.
- Paso de la Entrada Triunfal de Jesús en Jerusalén.
- Paso de la Oración en el Huerto.
- Paso de Jesús Cautivo.
- Paso del Señor atado a la columna.
- Paso del Señor de la Humildad y Paciencia.
- Paso del Nazareno.
- Paso de la Virgen de las Angustias.
- Paso del Señor de las Tribulaciones.
- Paso de San Juan Evangelista.
- Paso de la Santísima Virgen de la Amargura.
- Paso del Santísimo Cristo de la Buena Muerte.
- Paso de la Soledad de María e Insignias de la Pasión.
- Paso del Calvario.
- Paso de los Santos Varones.
- Paso del Señor Difunto.
- Paso de la Virgen de los Dolores.

## Cofradías y hermandades

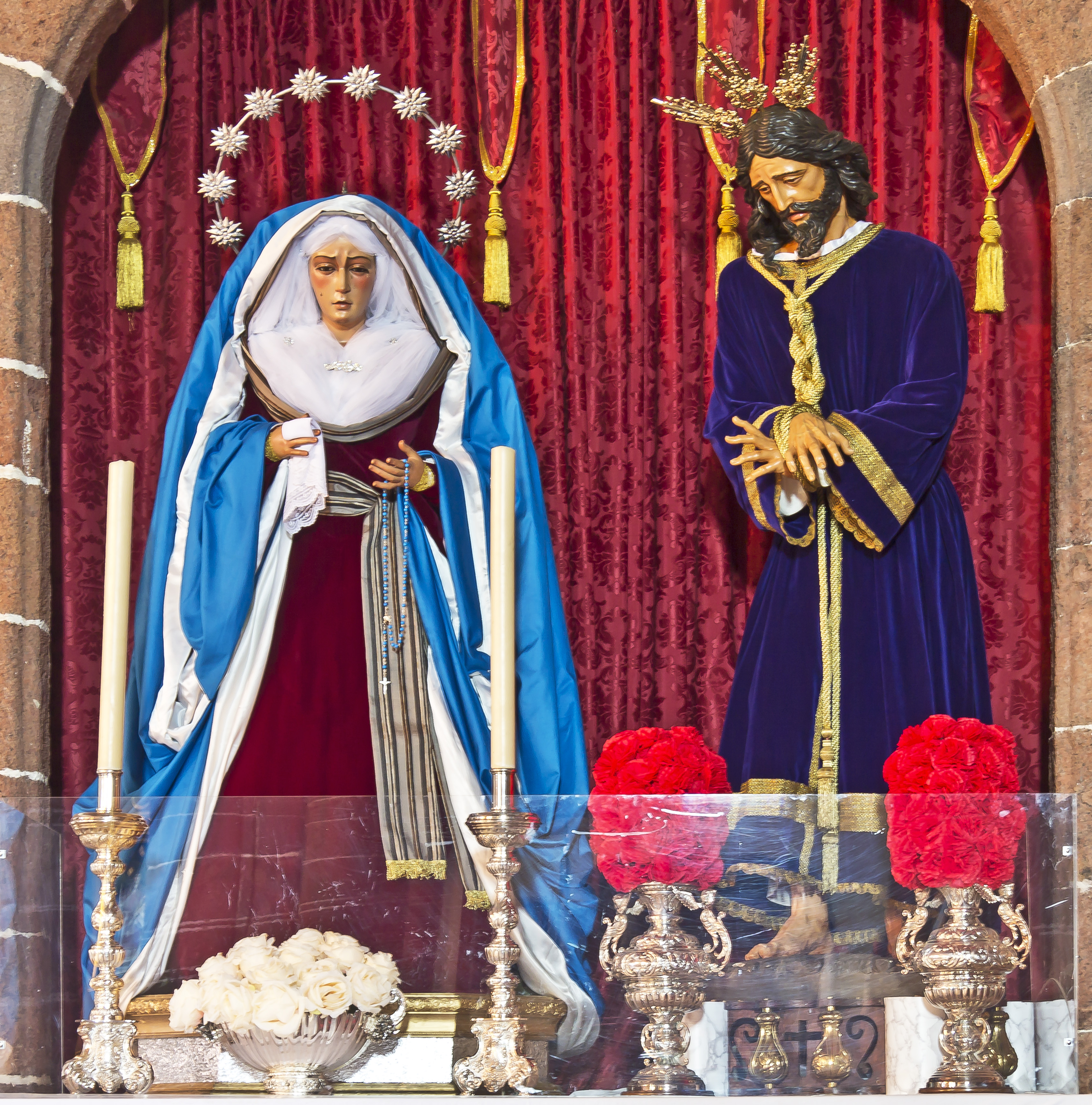
Imágenes de Nuestro Padre Jesús Cautivo y María Santísima de la Esperanza Macarena, venerados en la Iglesia Matriz de la Concepción

Las actuales cofradías y hermandades de la Semana Santa de la ciudad son:
- Venerable Hermandad de la Santa Cruz y el Santo Entierro: Parroquia Matriz de la Concepción.
- Real Cofradía Nuestro Padre Jesús Cautivo y Maria Santísima de la Esperanza Macarena: Parroquia Matriz de la Concepción.
- Cofradía Penitencial de Nuestro Padre Jesús Nazareno: Parroquia Matriz de la Concepción.
- Hermandad del Santísimo Sacramento: Parroquia Matriz de la Concepción.
- Real Esclavitud del Santísimo Sacramento: Parroquia de San Francisco de Asís.
- Real y Venerable Cofradía del Señor de las Tribulaciones: Parroquia de San Francisco de Asís.
- Cofradía de Nuestra Señora de las Angustias: Parroquia del Pilar.
- Cofradía del Cristo de Medinaceli: Parroquia de San José.

Cofradías desaparecidas:
- Cofradía Penitencial del Clero: Paso titular del Señor de la Humildad y la Paciencia en la Parroquia Matriz de la Concepción.